# Marash Kumbulla
Marash Kumbulla (sinh ngày 8 tháng 2 năm 2000) là cầu thủ bóng đá thi đấu ở vị trí trung vệ cho câu lạc bộ AS Roma tại Serie A theo thỏa thuận cho mượn từ Hellas Verona và Đội tuyển bóng đá quốc gia Albania. 

## Sự nghiệp câu lạc bộ

### Hellas Verona
Kumbulla sinh ra tại thị trấn Peschiera del Garda thuộc tỉnh Verona trong một gia đình có cha mẹ là người Albania. Năm 8 tuổi, anh gia nhập học viện đào tạo trẻ của Hellas Verona. Tháng 7 năm 2017, anh ký hợp đồng chuyên nghiệp đầu tiên cùng với đội bóng này.
Trong mùa giải 2018-19 khi Verona còn đang thi đấu tại Serie B, Kumbulla được đôn lên đội một và có trận đấu ra mắt trong trận thua 0-2 ngày 12 tháng 8 trước Calcio Catania tại Coppa Italia. Ngày 27 tháng 12, anh có trận đấu đầu tiên tại Serie B trong chiến thắng 4-0 trước Cittadella.
Kumbulla có lần đầu ra sân tại Serie A vào ngày 25 tháng 8 năm 2019 trong trận đấu với Bologna. Ngày 21 tháng 9, anh bị truất quyền thi đấu ở phút bù giờ thứ 4 trận đấu với Juventus. Ngày 5 tháng 10, anh có bàn thắng đầu tiên tại Serie A với cú đánh đầu trong tư thế không bị ai kèm để mở tỉ số trận đấu với Sampdoria. Chung cuộc Verona giành chiến thắng 2-0. Với bàn thắng này, Kumbulla trở thành hậu vệ đầu tiên sinh sau ngày 1 tháng 1 năm 2000 ghi bàn tại Serie A cũng như tại năm giải đấu hàng đầu châu Âu.
Ngày 8 tháng 2 năm 2020, trong ngày sinh nhật lần thứ 20 của mình, Kumbulla tỏa sáng trong trận lượt về Serie A gặp Juventus, trận đấu có nhiều tuyển trạch viên của các đội bóng lớn theo dõi màn trình diễn của anh. Chính anh là người đem về quả phạt đền ấn định chiến thắng 2-1 cho Verona khi Leonardo Bonucci dùng tay cản bóng sau cú đánh đầu của anh trong vòng cấm và Kumbulla còn có một bàn thắng bị từ chối vì lỗi việt vị trong hiệp một. Mùa giải đầu tiên của anh tại Serie A kết thúc vào giữa tháng 7 với chấn thương gân kheo. Tổng cộng anh có 25 lần ra sân với 1 bàn thắng tại Serie A 2019-20.

### AS Roma
Ngày 17 tháng 9 năm 2020, AS Roma hoàn tất thủ tục chiêu mộ Kumbulla với bản hợp đồng mượn 2 năm kèm điều khoản mua đứt. Đồng thời, Roma cũng đồng ý để 3 cầu thủ di chuyển theo chiều ngược lại là Mert Cetin, Matteo Cancellieri và Aboudramane Diaby. Với 2 năm mượn Kumbulla, Roma sẽ phải trả cho Hellas Verona số tiền là 2 triệu €. Sau khi kết thúc hợp đồng cho mượn, Roma có thể mua đứt Kumbulla với mức giá 13,5 triệu € và sẽ trả thêm số tiền tối đa là 3,5 triệu € tùy theo các điều kiện trong hợp đồng. Ngày 27 tháng 9, anh có trận đấu đầu tiên cho Roma trong cuộc đối đầu với Juventus tại Olimpico và xuất phát ngay từ đầu trong đội hình ra sân.
Ngày 22 tháng 10, ngay trong lần đầu ra sân ở đấu trường Châu Âu, Kumbulla có pha đánh đầu ghi bàn giúp Roma đánh bại BSC Young Boys 2-1. Bốn ngày sau đó, anh giành lại 1 điểm cho Roma trước AC Milan tại Serie A khi ấn định tỷ số 3-3 với cú đá nối sau tình huống phạt góc.

## Sự nghiệp đội tuyển quốc gia
Kumbulla sinh ra tại Ý nhưng đã quyết định chọn khoác áo Đội tuyển bóng đá quốc gia Albania, từng thi đấu ở các cấp độ trẻ như U-17, U-19 và U-21 của Albania. Ngày 14 tháng 10 năm 2019, anh lần đầu tiên được ra sân cho đội tuyển Albania khi vào sân từ ghế dự bị trong những phút cuối trận thắng Moldova 4-0 và lần đầu tiên được đá chính cho đội tuyển Albania là vào ngày 11 tháng 10 năm 2020 trong trận đấu tại UEFA Nations League với đội tuyển Kazakhstan.

## Thống kê sự nghiệp

### Câu lạc bộ
Tính đến ngày 23 tháng 5 năm 2021
| CLB                 | Mùa bóng            | Giải vô địch quốc gia | Giải vô địch quốc gia | Giải vô địch quốc gia | Cúp quốc gia | Cúp quốc gia | Châu Âu | Châu Âu   | Giải đấu khác | Giải đấu khác | Tổng cộng | Tổng cộng |
| CLB                 | Mùa bóng            | Giải                  | Số trận               | Bàn thắng             | Số trận      | Bàn thắng    | Số trận | Bàn thắng | Số trận       | Bàn thắng     | Số trận   | Bàn thắng |
| ------------------- | ------------------- | --------------------- | --------------------- | --------------------- | ------------ | ------------ | ------- | --------- | ------------- | ------------- | --------- | --------- |
| Hellas Verona       | 2018–19             | Serie B               | 1                     | 0                     | 1            | 0            | —       | —         | —             | —             | 2         | 0         |
| Hellas Verona       | 2019–20             | Serie A               | 25                    | 1                     | 1            | 0            | —       | —         | —             | —             | 26        | 1         |
| Hellas Verona       | Tổng cộng           | Tổng cộng             | 26                    | 1                     | 2            | 0            | —       | —         | —             | —             | 28        | 1         |
| Roma (mượn)         | 2020–21             | Serie A               | 21                    | 1                     | 1            | 0            | 6       | 1         | —             | —             | 28        | 2         |
| Tổng cộng sự nghiệp | Tổng cộng sự nghiệp | Tổng cộng sự nghiệp   | 47                    | 2                     | 3            | 0            | 6       | 1         | 0             | 0             | 56        | 3         |